# Щербаков Данило Іванович
Данило Іванович Щербаков (нар. 11 лютого 1981, Запоріжжя) — український волонтер, підприємець, філантроп і блогер, засновник громадської організації HELPER Україна, яка понад 10 років допомагає людям у складних життєвих ситуаціях. Лауреат низки нагород, серед яких Орден «За заслуги» III ступеня від Президента України, відзнаки від Міністра оборони та Головнокомандувача Збройних сил України. Учасник 14-го сезону телевізійного шоу «МастерШеф». У 2024 році посів 40-ве місце в рейтингу «Топ 50 блогерів України» за версією журналу «Фокус».

## Біографія
Народився 11 лютого 1981 року в місті Запоріжжя. Вищу освіту здобув у Запорізькому юридичному інституті.
У 2015 році заснував громадську організацію HELPER Україна, яка зосереджена на допомозі людям, що опинилися у складних життєвих обставинах через військову агресію Росії.

## Благодійна діяльність
Громадська організація HELPER Україна зосереджена на:
- підтримці внутрішньо переміщених осіб;
- доставці гуманітарної допомоги на фронт (амуніції, автівок, дронів);
- опіці над дитячими будинками, школами та лікарнями.

У 2024 році організація отримала звання «Благодійник року» на національному рівні.

## Участь у «МастерШеф»
У 2024 році Данило Щербаков взяв участь у 14-му сезоні шоу «МастерШеф», ставши одним із двадцяти найкращих кулінарів-аматорів країни. Його участь була спрямована на привернення уваги до благодійної діяльності. На проєкті він продемонстрував як свої кулінарні навички, так і волонтерські цінності.

## Особисте життя
Данило Щербаков одружений із Вікторією Щербаковою, лікарем акушером-гінекологом. Разом виховують двох дітей:
- Іван (8 років);
- Дарина (18 років) — студентка Київського національного університету імені Тараса Шевченка.

## Нагороди та відзнаки
- Орден «За заслуги» III ступеня (28 червня 2024) — за значні заслуги у зміцненні української державності, мужність і самовідданість, виявлені у захисті суверенітету та територіальної цілісності України, вагомий особистий внесок у розвиток різних сфер суспільного життя, сумлінне виконання професійного обов’язку[14].
- Відзнака Міністра оборони України (2023) — за вагомий внесок у зміцнення обороноздатності України[5].
- Почесна нагорода Головнокомандувача Збройних сил України (2023) — за сприяння війську[6].
- Медаль «За гідність та патріотизм» (2022, 2023) — за самовіддану працю[15][16][17].
- Звання «Благодійник року» (2024) — за значний внесок у розвиток благодійності в Україні[12][13].